# Yo soy aquél
Chansons représentant l'Espagne au Concours Eurovision de la chanson
¡Qué bueno, qué bueno!
(1965) Hablemos del amor
(1967)
Yo soy aquél (« Je suis celui-là ») est une chanson interprétée par Raphael, sortie en 45 tours en 1966. C'est la chanson représentant l'Espagne au Concours Eurovision de la chanson 1966.
Raphael a également enregistré la chanson en français sous le titre Dis-moi lequel.

## À l'Eurovision

### Sélection
La chanson Yo soy aquél, interprétée par Raphael, est sélectionnée en interne pour représenter l'Espagne au Concours Eurovision de la chanson 1966 le 5 mars à Luxembourg.

### À Luxembourg
La chanson est intégralement interprétée en espagnol, langue officielle de l'Espagne, comme l'impose la règle entre 1966 et 1972. L'orchestre est dirigé par Rafael de Ibarbia Serra.
Yo soy aquél est la onzième chanson interprétée lors de la soirée du concours, suivant Nygammal vals de Lill Lindfors et Svante Thuresson pour la Suède et précédant Ne vois-tu pas ? de Madeleine Pascal pour la Suisse.
À l'issue du vote, elle obtient 9 points, se classant 7e — ex æquo avec Brez besed de Berta Ambrož pour la Yougoslavie — sur 18 chansons,.

## Liste des titres
| A1. | Yo soy aquél                   | Manuel Alejandro               |  |
| A2. | Es verdad                      | Tonio Areta                    |  |
| B1. | La Noche (La Nuit)             | Salvatore Adamo, Jorge Córcega |  |
| B2. | Hasta Venecia (Jusqu'à Venise) | François Deguelt, Don Diego    |  |

## Classements

### Classements hebdomadaires
| Classement (1966)                | Meilleure position |
| -------------------------------- | ------------------ |
| Espagne (Billboard, El Musical)  | 3                  |
| Mexique (Billboard, Audiomusica) | 6                  |
| Venezuela (Billboard)            | 4                  |

## Historique de sortie
| Pays                 | Date | Format         | Label         |
| -------------------- | ---- | -------------- | ------------- |
| Allemagne de l'Ouest | 1966 | 45 tours       | Vogue         |
| Argentine            | 1966 | 45 tours       | Music Hall    |
| Espagne,             | 1966 | super 45 tours | Hispavox      |
| Mexique              | 1966 | super 45 tours | Gamma         |
| Pays-Bas             | 1966 | 45 tours       | Vogue, Negram |
| Portugal             | 1966 | super 45 tours | CBS, Alvorada |
| Royaume-Uni          | 1966 | 45 tours       | Pye           |